# Mariangela Perrupato
Mariangela Perrupato (Castrovillari, 15 settembre 1988) è una nuotatrice artistica e allenatrice di nuoto sincronizzato italiana.

## Biografia
Agli Europei 2006 di Budapest ha vinto una medaglia di bronzo nella prova a squadre e nel combinato. Agli Europei 2008 di Eindhoven ha vinto una medaglia d'argento nella prova a squadre e nel combinato.
Ai Mondiali 2015 di Kazan' ha vinto il bronzo nel programma libero del duo misto, specialità al suo debutto ufficiale a livello internazionale, insieme con Giorgio Minisini. Con lo stesso Minisini, nella medesima specialità, ha poi vinto l'argento agli europei di Londra 2016, metallo riconfermato ai mondiali di Budapest 2017. È allenata da Patrizia Giallombardo.
Dopo il ritiro dall'attività agonistica nel 2019, è divenuta allenatrice del Gruppo Sportivo Fiamme Oro.

### Vita privata
Il 9 settembre 2017 ha sposato a Zoagli il pallanuotista Federico Colosimo, capitano della Lazio. L'11 settembre 2018 è divenuta madre di una figlia di nome Ginevra.

## Palmarès

### Mondiali
Duo misto
- Bronzo a Kazan 2015
- Argento a Budapest 2017

### Europei
Combinato
- Bronzo a Budapest 2006
- Argento a Eindhoven 2008
- Bronzo a Eindhoven 2012
- Bronzo a Berlino 2014
- Bronzo a Londra 2016

Duo misto
- Argento a Londra 2016

A squadre
- Bronzo a Budapest 2006
- Argento a Eindhoven 2008
- Bronzo a Eindhoven 2012
- Bronzo a Londra 2016 (programma tecnico)
- Argento a Londra 2016 (programma libero)